# Kniphofia rooperi

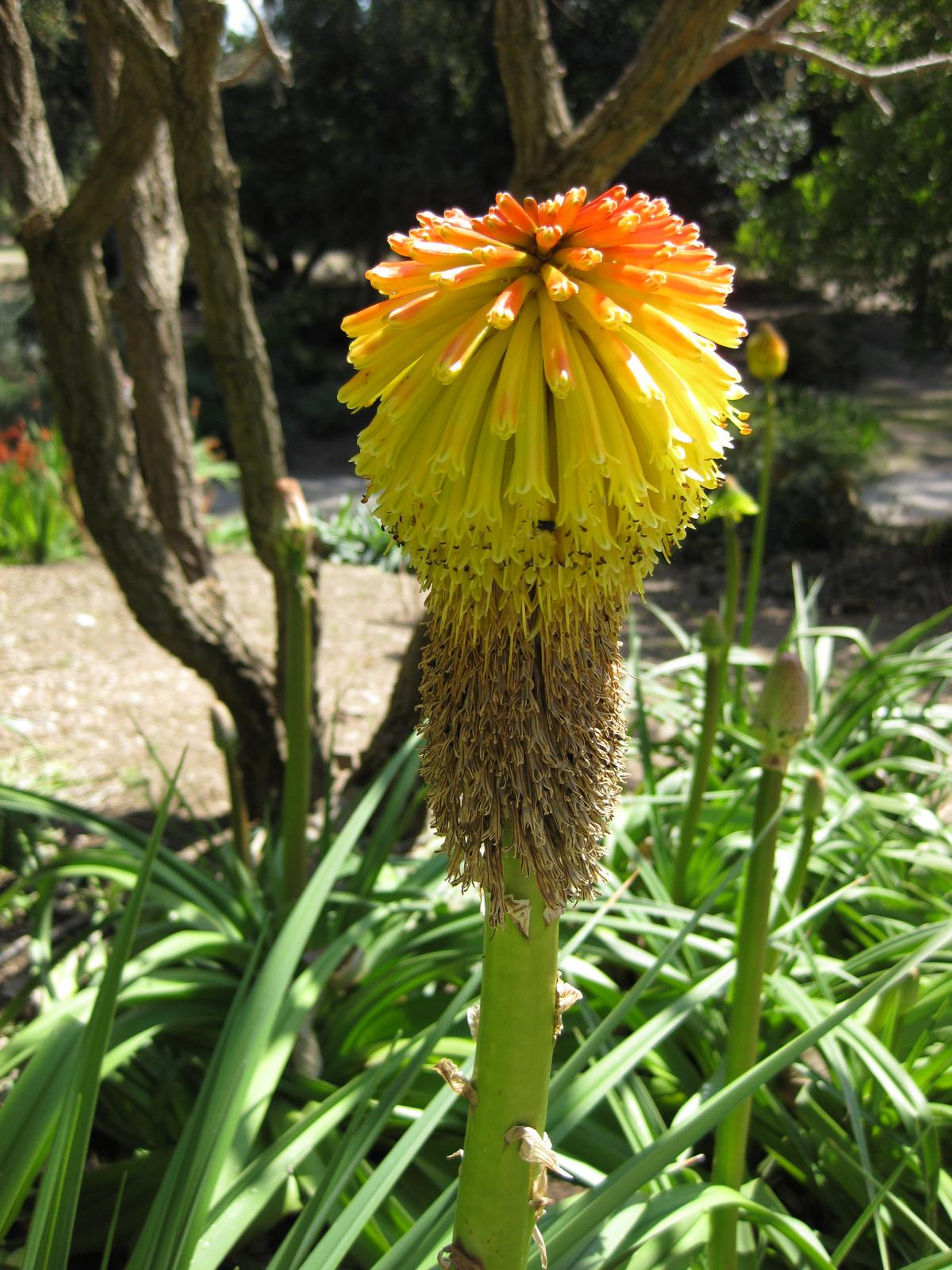
Inflorescência de Kniphofia rooperi.

Kniphofia rooperi é uma espécie de planta herbácea da família Xanthorrhoeaceae com distribuição natural no sul da África.

## Descrição
A espécie é uma planta com folhas acuminadas, que alcançam até 125 cm de comprimento, as folhas de coloração verde opaco, com quilha aguda e escabrosidade na margem; a inflorescência com forte pedúnculo erecto rígido, em forma de rácimo muito densos, com pedicelos muito curtos, brácteas obtusas e perianto cilíndrico.

## Taxonomia
Kniphofia rooperi foi descrita por  (T.Moore) Lem. e publicado em Jard. Fleur. 4: t. 362, no ano de 1854.